# نصف شمس صفراء (فلم)
نصف شمس صفراء (بالإنجليزية: Half of a Yellow Sun) هو فيلم دراما إنجليزي نيجيري صدر سنة 2013 وأخرجه بييي بانديلي، وهُو مبني على رواية تحمل نفس الاسم ألفتها الكاتبة النيجيرية شيماماندا نغوزي أديشي. سيناريو الفيلم عبارة عن خيال تاريخي تدور أحداثه حول شقيقتين أُلقي القبض عليهما في فترة اندلاع الحرب الأهلية النيجيرية.
الفيلم من بطولة شيويتل إيجيوفور وثاندي نيوتن وأونيكا أونوينو وأنيكا نوني روز وجوزيف ماولي وجنيفيف نناجي وأوه. سي. أوكيجي وجون بويغا. عُرض الفيلم لأول مرة ضمن قائمة العرض الخاص في دورة سنة 2013 من مهرجان تورنتو السينمائي الدولي.

## طاقم التمثيل
- شيواتال إيجيوفور في دور أودينغبو.
- ثاندي نيوتن في دور أولانا
- أونيكا أونونو في دور أُم أودينغبو.
- جنيفيف نناجي في دور السيد أديبايو.
- أوه. سي. أوكيجي في دور أنيكوينا.
- أنيكا نوني روز في دور كاينيني.
- جوزيف ماويل في دور ريتشارد.
- جون بويغا في دور أوغوو.
- Susan Wokoma في دور أمالا.
- حكيم كاي-كاظم في دور النقيب دوتسي.
- روب ديفيد في دور ريدهيد تشارلز.
- Babou Ceesay في دور أوكيوما.
- غلوريا يونغ في دور العمة إيفيكا.
- والي أوجو في دور الزعيم أوكونجيا.
- تينا مبا في دور السيدة أوزوبيا.
- زاك أورجي في دور الزعيمة أوزوبيا.

## الاستقبال النقدي
حصل الفيلم على مُراجعات مُتباينة من النقاد. فعلى موقع روتن توميتوز، حصل الفيلم على تقييم 51% بناء على 53 مُراجعة، أي بمُتوسط تقييم وصل 5,53/10.

## روابط خارجية
نصف شمس صفراء على موقع IMDb (الإنجليزية)
- نصف شمس صفراء على موقع ميتاكريتيك (الإنجليزية)
- نصف شمس صفراء على موقع روتن توميتوز (الإنجليزية)
- نصف شمس صفراء على موقع قاعدة بيانات الأفلام العربية
- نصف شمس صفراء على موقع ألو سيني (الفرنسية)
- نصف شمس صفراء على موقع أول موفي (الإنجليزية)
- نصف شمس صفراء على موقع بوكس أوفيس موجو (الإنجليزية)
- نصف شمس صفراء على موقع فيلمافينيتي (الإسبانية)
- نصف شمس صفراء على موقع قاعدة بيانات الفيلم (الإنجليزية)
- نصف شمس صفراء على موقع ليتربوكسد (الإنجليزية)